# Керженец
Керженец (на руски: Керженец) е река в Нижегородска област на Русия, ляв приток на Волга. Дължина 290 km. Площ на водосборния басейн 6140 km².
Река Керженец води началото си на 169 m н.в., на 6 km южно от село Хмелная в северната част на Нижегородска област. Тече в южна посока предимно в широка, гориста и заблатена долина през Волжко-Ветлужката низина. В долното течение коритото ѝ е изпъстрено със стотици меандри и старици и се разделя на ръкави. Влива се отляво в река Волга), при нейния 2142 km, на 60 m н.в., на 3 km южно от село Валки, в централната част на Нижегородска област. Основен приток Белбаж (43 km, десен). Има смесено подхранване с преобладаване на снежното. Среден годишен отток в долното течение 19,6 m³/s. Заледява се през ноември, а се размразява през април. По течението ѝ са разположени не много, предимно малки населени места. През 17-и и 18 век по долината ѝ, в гъстите гори са живели старообредници.